# Matjaž Žagar
Matjaž Žagar (* 1963) ist ein ehemaliger jugoslawischer Skispringer.
Žagar gab am 30. Dezember 1982 sein Debüt im Skisprung-Weltcup beim Auftaktspringen zur Vierschanzentournee 1982/83 in Oberstdorf. Die ersten Jahre startete er auch ausschließlich bei der Tournee, blieb dabei jedoch erfolglos. Erst am 23. Februar 1985 gelang ihm beim Skifliegen in Harrachov mit Platz 10 ein Platz in den Punkterängen und zudem die beste Platzierung seiner Karriere. Auch am 5. März 1985 sprang er in Örnsköldsvik noch einmal in die Punkteränge. Am Ende der Saison belegte Žagar so gemeinsam mit dem Österreicher Adolf Hirner den 51. Platz in der Weltcup-Gesamtwertung.